# Pi Sculptoris
Pi Sculptoris (π Sculptoris, förkortat Pi Scl, π Scl)  som är stjärnans Bayerbeteckning, är en ensam stjärna belägen i den östra delen av stjärnbilden Bildhuggaren. Den har en skenbar magnitud på 5,25 och är svagt synlig för blotta ögat där ljusföroreningar ej förekommer. Baserat på parallaxmätning inom Hipparcosuppdraget på ca 15,2 mas, beräknas den befinna sig på ett avstånd på ca 215 ljusår (ca 66 parsek) från solen.

## Egenskaper
Pi Sculptoris är en orange till röd ljusstark jättestjärna av spektralklass K1 II/III. Den har en massa som är drygt 50 procent större än solens massa, en radie som är ca 9 gånger större än solens och utsänder från dess fotosfär ca 43 gånger mera energi än solen vid en effektiv temperatur på ca 4 700 K.